# Rudy Verdonck
Rudy Verdonck, né le 7 août 1965 à Turnhout, est un ancien coureur cycliste belge.

## Biographie
Il devient professionnel en 1987 et le reste jusqu'en 1994. Il remporte huit victoires au cours de cette période.

## Palmarès
- 1986
  - 2e étape du Tour de Campine
- 1988
  - 11e étape du Tour de la Communauté européenne
- 1989
  - 3e du Tour des onze villes
- 1990
  - 10e du Grand Prix des Amériques
- 1991
  - 2e du Tour de Grande-Bretagne
  - 3e du Grand Prix du canton d'Argovie
  - 10e de Paris-Tours
- 1992
  - 3e du Circuit de la région linière
- 1993
  - 2e du Grand Prix Marcel Kint
- 1994
  - 3e du Grand Prix du canton d'Argovie
- 1996
  - Flèche namuroise
  - 3e du Grand Prix Raf Jonckheere
- 1997
  - Champion de la province d'Anvers
  - 2e du Grand Prix d'Affligem
  - 2e du Grand Prix François-Faber
- 1999
  - 3e étape du Tour de la province de Namur
  - 2e du Tour de la province de Namur

## Résultats sur les grands tours

### Tour de France
3 participations
- 1991 : 109e
- 1994 : 98e
- 1995 : hors délais (9e étape)